# Джейсон Саттер
Джейсон Саттер (англ. Jason Sutter) (народився 15 липня 1969 р.) — американський музикант, колишній барабанщик гурту Marilyn Manson. Джейсон почав грати на барабанах у віці 9 років. У 10 років відіграв перший професійний концет у складі власної групи Paragon. Після школи вступив до Південнотехаського університету, де він отримав ступінь бакалавра музики. Пізніше Джейсон продовжив навчання в Університеті Маямі.
Наразі проживає в Лос-Анджелесі. Після переїзду сюди музикант мав змогу записуватися у студії та грати на концертах з такими гуртами й виконавцями: The Rembrandts, Джейсоном Фолкнером, Кенні «Babyface» Едмондсом, Pink, Campfire Girls, Шанталь Крев'язюк, Джо Волшем, Бутчем Волкером, Our Lady Peace, Діном та Робертом Делео, Ніною Ґордон та ін.
14 січня 2012 оголосили, що Джейсон став барабанщиком Marilyn Manson. Його ударні партії можна почути в пісні «You're So Vain» з альбому Born Villain. 
Покинувши Marilyn Manson, 2014 року Саттер вирушив в Under the Sun, світовий тур до двадцятої річниці  Smash Mouth, гурту, з яким він гастролював і записувався у 2005-2006. Того ж року разом з Regal Tip випустив іменну лінію барабанних паличок і щіток, «Chop Sticks» та «The Sutter» відповідно.

## Дискографія
Джек Дреґ
- 1996: Unisex Headwave
- 1997: Dope Box

Джуліана Гетфілд
- 1999: Beautiful Creature

Josie and the Pussycats
- 2001: Josie and the Pussycats (саундтрек)

Campfire Girls
- 2003: Tell Them Hi

Monterey
- 2003: Monterey

Smash Mouth
- 2006: Summer Girl

Verona Grove
- 2007: The Story Thought Over

Run Through the Desert
- 2009: Break the Silence

Vertical Horizon
- 2009: Burning the Days

Кріс Корнелл
- 2009: Scream

Marilyn Manson
- 2012: Born Villain